# Cristian Cirici
Cristian Cirici i Alomar (Barcelona, 1941) es un arquitecto español.

## Trayectoria
Es hijo del crítico de arte Alexandre Cirici i Pellicer. Estudió en la Escuela de Arquitectura de Barcelona, donde ejerció la docencia entre 1976 y 1978, así como en la Escuela Eina y en varias universidades americanas.
En 1964 fundó la firma Studio PER junto a Òscar Tusquets, Lluís Clotet y Josep Bonet; con este último formó un tándem profesional durante varios años. En su obra inicial estos arquitectos denotan la influencia del pop-art y de Robert Venturi, hecho que los decantará hacia la arquitectura posmoderna. Una de sus primeras obras fue el edificio Tokyo (1972-1974). En 1979 restauró la casa Thomas, obra modernista de Lluís Domènech i Montaner, por lo que ganó el Premio Nacional de Restauración de 1980.
En 1972 fue miembro fundador de la empresa de diseño BD Barcelona Design.
En 1983 Òscar Tusquets y Lluís Clotet prosiguieron su carrera en solitario, mientras que Cirici y Bonet han seguido colaborando esporádicamente (remodelación del Museo de Zoología, 1989), y también han realizado obras en solitario.
Junto a Ignasi de Solà-Morales y Fernando Ramos reconstruyó el Pabellón de Alemania, obra de Ludwig Mies van der Rohe construida para la Exposición Internacional de 1929, uno de los mejores ejemplos de la arquitectura de estilo internacional por su pureza formal, su concepción espacial y su inteligente empleo de estructuras y materiales, que convirtieron a este pabellón en el paradigma de la arquitectura del siglo XX. Demolido después de la Exposición, fue reconstruido entre 1985 y 1987 en su emplazamiento original, siguiendo los planos dejados por Mies van der Rohe.
En 1991 reformó la antigua fábrica Olivetti para su reconversión en el Centro Comercial Glorias, en la plaza de las Glorias Catalanas.
En 1997 construyó el edificio Vapor Llull Lofts en el barrio barcelonés del Pueblo Nuevo. Ese año ganó el premio Ciudad de Barcelona de arquitectura y urbanismo.